# Leon Leonard Worcell
Leon Leonard Worcell herbu Dąb (zm. w 1818 roku) – kuchmistrz koronny w latach 1780-1795.
Był komisarzem powiatu bracławskiego do ofiary 10. grosza w 1789 roku.
Był kawalerem Orderu Świętego Stanisława.